# Dichaetomyia megophthalma
Dichaetomyia megophthalma är en tvåvingeart som beskrevs av Malloch 1925. Dichaetomyia megophthalma ingår i släktet Dichaetomyia och familjen husflugor. Inga underarter finns listade i Catalogue of Life.